# JK Tervis Pärnu
Jalgpalliklubi Tervis Pärnu eller Tervis Pärnu var en estisk fodboldklub. Klubben havde hjemme i Pärnu.

## Mesterskaber
- Meistriliiga (D1)
  - 3. plads (2): 1942 og 1943.

- Pokalturnering
  - Andenplads (2): 1998—99, 1999—2000. (SK Lelle).

## Historiske slutplaceringer
| Sæson    | Niveau | Liga         | Placering | Info  |
| -------- | ------ | ------------ | --------- | ----- |
| 1993/94. | 1.     | Meistriliiga | 8.        | [ 1 ] |

## Klub farver
| Tervis | Tervis |

## Ekstern henvisninger
- RSSSF